# Léon Mauvais
Pour les articles homonymes, voir Mauvais.
Léon Mauvais, né le 31 janvier 1902 à Varennes-en-Argonne (Meuse) et mort le 10 janvier 1980 à Nice, est un syndicaliste et homme politique français. Il fut un haut responsable du Parti communiste français et un des dirigeants de la CGT. Élu au Conseil municipal de Paris en 1935, puis réélu en 1945, il a siégé au Conseil de la République, élu du département de la Seine, de 1946 à 1948.

## Biographie
Léon Mauvais fait partie des dirigeants du Parti communiste et de la CGT qui demeurèrent volontairement ou non, dans l'ombre.[réf. souhaitée] Aussi bien à l'intérieur du Parti qu'à la CGT.

### Syndicaliste et communiste 1917-1939
Ouvrier mécanicien à la centrale électrique de Vitry-sur-Seine, syndicaliste, puis membre du parti communiste français dans les années 1920, Léon Mauvais milita d'abord à la CGTU, il devint avec Marcel Paul l'un des dirigeants principaux de la fédération CGTU de l'Éclairage. Avec Marcel Paul, il est l'un de ceux qui conduisent la bataille de la CGTU pour le statut unique des électriciens de la région Parisienne. Les électriciens des compagnies d'électricité de la Seine demandaient en effet à bénéficier du même statut que ceux de la compagnie parisienne de distribution d'électricité (CPDE). À partir de 1933, Léon Mauvais est un des secrétaires de la centrale syndicale unitaire. En 1935, il est élu conseiller municipal communiste du 14e arrondissement de Paris, quartier de Plaisance. Marcel Paul est l'autre conseiller communiste du quartier de Plaisance. En 1936-37, il est chargé d'encadrer les volontaires du PCF (parmi lesquels Henri Tanguy, qui n'est pas encore Henri Rol-Tanguy) destinés à renforcer les Brigades internationales durant la guerre d'Espagne.

### Guerre, internement, résistance
Soldat en 1939-1940 démobilisé, il est arrêté en octobre 1940 en tant que conseiller municipal communiste. Interné avec d'autres responsables communistes à Châteaubriant, il s'évade le 18 juin 1941 avec trois d'entre eux les syndicalistes Henri Raynaud et Eugène Hénaff, et le député Fernand Grenier. Il rejoint la zone libre. Il devient par la suite, avec Raymond Guyot, responsable du parti communiste dans la zone sud (en résidence à Lyon). À ce titre, il désigne les responsables du comité militaire des (FTP), bras armé du PCF, dans cette zone. Après l'arrestation des membres de ce comité à la suite d'une trahison, il coordonne l'action des FTP en zone Sud à partir de mai 1944. C'est lui qui aurait ordonné, début juin 1944, à Georges Guingouin, chef des maquis du Limousin, d'investir de force la ville de Limoges occupée. Pour éviter un bain de sang, Guingouin n'exécute pas cet ordre et obtient un peu plus tard la reddition des Allemands.

### Responsable communiste
Après la guerre, Léon Mauvais, membre titulaire du comité central du PCF depuis 1932 (il reste dans cette instance jusqu'en 1972) devient membre suppléant du Bureau politique (1945). Secrétaire à l'organisation, de 1945 à 1950 il est membre titulaire du Bureau politique de 1947 à 1964.

#### Élu parisien et "sénateur"
Ayant été réélu en 1945 au conseil municipal de Paris, il ajoute à la fin de l'année 1946 un mandat électif national : tête de la liste des candidats communistes dans le département de la Seine, il est élu Conseiller de la République (nom des sénateurs sous la Quatrième République), dans ce département. Il siège dans cette assemblée, où il est membre de la commission de la Production industrielle, jusqu'en novembre 1948.

#### Guerre froide et stalinisme français
Après 1950, il est plus spécialement chargé du contrôle des cadres et de la sécurité. C'est à lui qu'il est demandé de constituer les dossiers à charge contre divers membres du parti, notamment André Marty, Charles Tillon, Georges Guingouin et Auguste Lecœur, son successeur au secrétariat, en vue de leur exclusion.

### Dirigeant syndicaliste national
À partir de 1951 Léon Mauvais  revient à des responsabilités plus importantes au sein de la CGT : il est élu membre de la Commission administrative, puis exécutive de la CGT. Surtout en 1953 il était élu au Bureau confédéral, où il est responsable, là aussi, du secteur (clé) de l'Organisation. Durant les années 1950-1960, il fut le plus proche collaborateur de Benoît Frachon, dont il était l'ami. Il avait également repris des responsabilités à la fédération de l'éclairage, aux côtés de Marcel Paul. Il quitte le comité central du PCF en 1972 Il y siégeait depuis 1929.
En 1975, il cède toutes ses responsabilités syndicales. Georges Séguy rappelle le parcours du syndicaliste depuis sa première grève en 1917, sa révocation de l'éclairage en mai 1928, sa participation à la direction de la Fédération CGTU des Services publics en 1929, puis au bureau de la CGTU en 1933.        
Certains adversaires l'ont défini comme "La Guépéou au sein du syndicat", de la même façon qu'il l'aurait été au sein du parti sous l'autorité de Jacques Duclos. C'est un jugement erroné, le rôle de Léon Mauvais dans les « procès » a surtout été d'exécution. Mauvais était d'abord un syndicaliste. 

### Vie familiale
Léon Mauvais est marié à Henriette Caillot. Elle est née le 22 octobre 1906 et est fille de maraîchers, travaille comme ouvrière en usine puis dactylographe. Ils ont deux filles nées avant la guerre puis des jumelles en 1948. 
Pendant l'occupation Henriette Mauvais est d'abord arrêtée sous un faux nom en franchissant la ligne de démarcation en juillet 1941 pour rejoindre son mari, à la suite de quoi elle effectue un mois de prison à Nevers (sans que sa fausse identité soit découverte). De retour à Paris, elle devient « agent de liaison » pour Léon Mauvais à Paris. Arrêtée de nouveau le 3 mars 1942 elle est déportée à Auschwitz par le convoi du 24 janvier 1943. Elle rentre de déportation en 1945 et reprend son travail jusqu'à la naissance de leurs jumelles. Elle meurt le 13 janvier 1970 d'une embolie pulmonaire.

### Hommage
Une rue d'Aulnay-sous-Bois, en Seine-Saint-Denis porte le nom de Léon Mauvais. Une autre à Vitry-sur-Seine, dans le Val-de-Marne, où il avait habité et travaillé avant guerre.

## Rapports
Parmi les rapports que Léon Mauvais a présentés, soit au PCF, soit à la CGT, on peut citer :
- Le Parti de la reconnaissance française, rapport sur l'organisation du parti au comité central du PCF, janvier 1945 (rapport qui témoigne de l'importance de son rôle au sein du parti en 1945).
- Pour donner au PCF des finances et une presse à la hauteur des circonstances, rapport au comité central du PCF, août 1946.